# Kröning med törnen

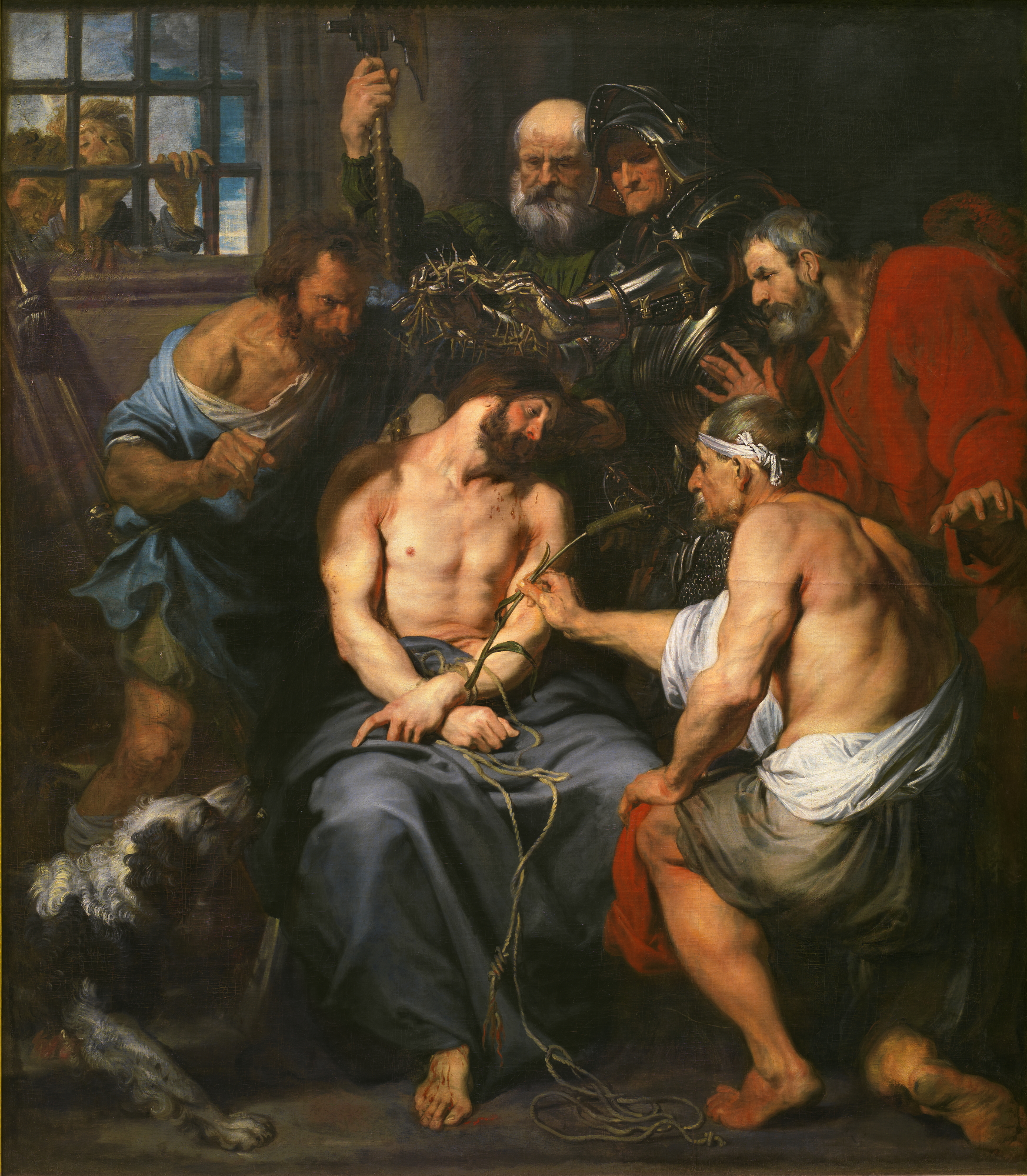
Kröning med törnen.

Kröning med törnen är en målning av Anthonis van Dyck från 1619–1620. Han målade den vid tjugo års ålder under sin första Antwerpen-period, när han var assistent och lärjunge hos Peter Paul Rubens. Målningen visar påverkan från Rubens i den ganska dova paletten, klärobskyr och en mycket realistisk framställning av muskulaturen. Han synes ha färdigställt målningen i Italien, då den i Jesu ansikte även visar på influenser från Tizian och andra venetianska konstnärer.
När målningen var fullbordad, erbjöd van Dyck den till Rubens, som tackade nej. Den införskaffades då av Filip IV av Spanien, som hade den i El Escorial tills den övertogs av Pradomuseet år 1839.